# Jörn Kubicki
Jörn Kubicki (* 26. Oktober 1965; † 28. März 2020 in Berlin) war ein deutscher Neurologe und Neurochirurg. Er war der Lebenspartner des Politikers Klaus Wowereit und eines der ersten prominenten Opfer der COVID-19-Pandemie in Deutschland.

## Leben

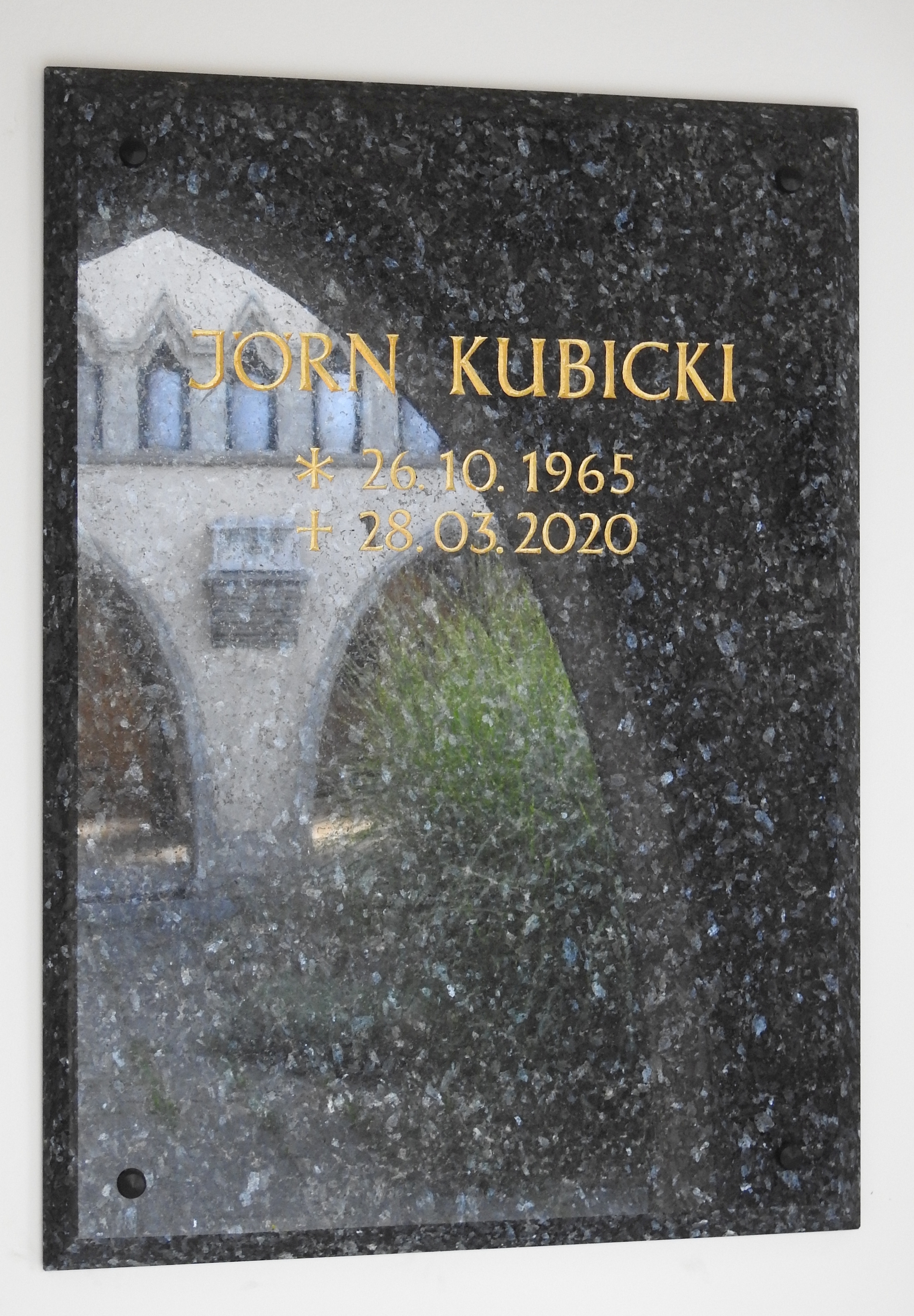
Grab Kubickis auf dem Friedhof Wilmersdorf

Jörn Kubicki wuchs im baden-württembergischen Sulzbach (heute Ortsteil der Gemeinde Billigheim) auf. Er begann ein Medizinstudium an der Universität Heidelberg und beendete es an der Freien Universität Berlin. Er arbeitete als Arzt im Klinikum Neukölln in Berlin. Zuletzt war Kubicki als Neurologe an der Charité tätig.
Kubicki wurde in der weiteren Öffentlichkeit durch seine Partnerschaft mit dem ehemaligen Regierenden Bürgermeister von Berlin Klaus Wowereit bekannt. Die beiden lernten einander am 29. März 1993 in der Kreuzberger Bar Centrale kennen. Nach wenigen Wochen wurden sie ein Paar. Bis zu deren Tod 1995 pflegten sie gemeinsam Wowereits Mutter. Mit dem politischen Aufstieg des damaligen Lokalpolitikers Wowereit zum ersten offen homosexuell lebenden Regierungschef eines deutschen Bundeslandes rückten auch Kubicki als dessen Lebensgefährte und ihr gemeinsames Privatleben immer wieder in die Berichterstattung überregionaler Medien.
In der Öffentlichkeit trat er vorwiegend bei Benefizveranstaltungen sowie Film- und Theaterpremieren in Begleitung von Klaus Wowereit in Erscheinung, wie auch beim Staatsbankett von Queen Elizabeth II. bei ihrem Deutschlandbesuch im November 2004. Damit präsentierte sich Wowereit als erster deutscher Politiker mit Kubicki als homosexuellem Partner in der Öffentlichkeit.
Kubicki war ein Cousin zweiten Grades des FDP-Politikers Wolfgang Kubicki.
Kubicki war starker Raucher und litt an der Lungenkrankheit COPD. Er starb im März 2020 im Alter von 54 Jahren während der COVID-19-Pandemie an Herzversagen als Folge einer SARS-CoV-2-Infektion. Sein Grab befindet sich im Kolumbarium des Friedhofs Wilmersdorf.